# II. Sándor moldvai fejedelem
II. Sándor, ismert nevén Alexăndrel, más néven Olehno (1429 – Dnyeszterfehérvár, 1455. május 25.,) három ízben volt Moldva fejedelme: 1449 februárjától október 12-éig, 1452 februárjától 1454-ig, illetve 1455 februárjától május 25-éig.

## Élete
Apja I. Illés, bátyja II. Roman volt. Valószínűleg lengyel segítséggel került hatalomra. 1449-ben megerősítette a brassói és barcasági kereskedők privilégiumait. Katonai segítséget nyújtott a lengyeleknek a tatárok ellen; 1453-ban örök békét kötött Hunyadi Jánossal, majd  hűbéri esküt tett IV. Kázmér lengyel királynak.
1454 augusztusában Péter Áron ismeretlen körülmények között eltávolította a hatalomból, de Sándor 1455 elején rövid időre visszatért. Ismét vereséget szenvedett Péter Árontól, majd visszavonult Dnyeszterfehérvárra, ahol május 25-én elhunyt. Egyes források szerint a saját bojárjai, mások szerint Péter Áron mérgeztette meg.

## Fordítás
Ez a szócikk részben vagy egészben  az   Alexandre II de Moldavie című francia Wikipédia-szócikk fordításán alapul.  Az eredeti cikk szerkesztőit annak laptörténete sorolja fel. Ez a jelzés csupán a megfogalmazás eredetét és a szerzői jogokat jelzi, nem szolgál a cikkben szereplő információk forrásmegjelöléseként.